# Dady Orsi
Edoardo Giovanni Battista (Dady) Orsi (Genova, 17 luglio 1917 – Milano, 20 giugno 2003) è stato un pittore, incisore e illustratore italiano.

## Biografia
Figlio di Beatrice (Bice) Beuf (1892-1972), nota pittrice e miniaturista  di origini francesi, e Emilio (Milo) Orsi, avvocato di origini lombarde che rappresentava gli interessi della Rebora e Beuf, rappresentante della Underwood macchine da scrivere per il Nord Italia.
Nel 1922 la famiglia Orsi si trasferisce a Venezia, luogo magico dove Dady trascorrerà la sua infanzia sempre più attratto dalle arti figurative, in special modo dalla pittura. Molto probabilmente, tale infatuazione era il frutto della assidua frequentazione della famiglia Orsi con quella dei Cadorin, in special modo con Guido, pittore di fama internazionale, il quale aveva scelto Beatrice come sua modella. Beatrice e suo marito verranno ritratti dal maestro veneziano negli affreschi ad ornamento dell’Hotel Ambassador a Roma. Beatrice è anche ritratta in una delle stanze del Vittoriale. V’è anche un ritratto esibito all’ Esposizione Internazionale d'Arte della Città di Venezia (1926), e riesposto nel 1986 presso il Museo Correr.
Il Maestro veneziano non aveva nulla in contrario a che il ragazzino frequentasse abitualmente lo studio durante le lunghe sessioni di lavoro con la madre, lasciandolo familiarizzare con i colori e le mestiche da lui utilizzate. Fu proprio questa disponibilità del Maestro veneziano a suscitare nella mente del giovane Dady una visione mitica e affascinante del mestiere di pittore.
A seguito della prematura scomparsa di Milo, nel 1934, Beatrice si trasferisce con i figli a Milano. Nello stesso anno, Dady si iscrive all’Accademia di Brera, sotto la guida del pittore e scultore Aldo Carpi.
Qui conosce Ennio Morlotti, Bruno Cassinari, Franco Francese e Francesco Messina, con i quali manterrà un legame importante per il resto della vita. Su richiesta di Carpi, comincia a lavorare alle vetrate per il Duomo di Milano. In quegli gli anni incontra anche Piero Fornasetti, di qualche anno più grande, con il quale stringe un’intensa amicizia che rimarrà forte e viva fino prematura scomparsa di Fornasetti.
A Brera conoscerà anche Gabriella Masino Bessi, allieva di Messina, che sposerà nel 1942. Dal 1935 al 1937 affina la tecnica delle vetrate grazie a Pietro Chiesa, direttore artistico di Fontana Arte. Collabora con successo alla realizzazione di opere firmate da diversi artisti italiani tra i quali Giò Ponti. Sempre tramite Fontana Arte, insieme al maestro incisore vetraio Erwin Walter Burger, realizza alcuni bozzetti proposti da Giacomo Manzù.
Alla fine degli anni Trenta frequenta assiduamente Lucio Fontana che nei mesi prima della sua partenza per Buenos Aires nel 1940, dimorerà presso la casa di famiglia in via Sant’Andrea. Da quel momento nasce tra i due artisti un legame profondo che terminerà solo con la scomparsa di Fontana nel 1966.
I primi anni Quaranta, vedono Dady impegnato nell’attività bellica come ufficiale prima a Milano poi a Salerno. Con difficoltà, continua a coltivare la passione per la pittura e il disegno, dedicandosi anche alla scenografia. Partecipa all’esperienza del gruppo sperimentale Palcoscenico fondato da Paolo Grassi e Franco Parenti - con i quali intratterrà sempre rapporti di stretta amicizia e collaborazione.
Dopo l’8 Settembre trova rifugio nel campo di internamento Svizzero di Rapperswil (Canton Berna), dove conosce Amintore Fanfani grazie al quale verrà chiamato a decorare la cappella di Chexbres – delle cui decorazioni esistono ancora alcuni bozzetti.
Alla fine degli anni Quaranta instaura un rapporto con le case editrici Martello e Schwarz per le quali creerà, nei successivi 15 anni, le copertine dei libri. Si dedica attivamente alla grafica industriale. Comincia la collaborazione con la famiglia Fossati-Bellani, per la quale cura cataloghi e allestimenti di fiere internazionali per l’omonimo Cotonificio. Grazie a questa collaborazione incontra il fotografo Federico Patellani al quale rimarrà legato da una lunga e fraterna amicizia. Incomincia inoltre a lavorare per la Farmitalia.
Nel 1950, l’architetto Ricci, tra i curatori del restauro del tronchetto nord della Galleria Vittorio Emanuele, lo presenta ad Angelo Pozzi proprietario del Savini, che gli commissiona un quadro di notevoli dimensioni (240 cm x 340 cm). L’opera è tuttora visibile presso i locali del ristorante.
Gli anni Cinquanta vedono Dady esprimere la sua creatività su più fronti. L’impegno nel campo della grafica industriale si intensifica. Ora cura la grafica di Beretta Armi, collabora stabilmente (e fino al 1969) con Riva Motoscafi, e per un periodo anche con la Colmar (di questi ultimi due gruppi disegna il marchio).
Nel 1955 l’economista Pasquale Saraceno lo invita di realizzare una mappa di Milano per la Banca Popolare di Milano. In questa occasione conosce Megy Bassi, sua futura moglie. Il progetto interessa l’artista al punto che dedicherà i successivi 15 anni a preparare le carte planimetriche di Roma, Torino, Genova, Firenze, Venezia, seguendo nella scelta il percorso “stendhaliano”.
L’impegno nella grafica non gli impedisce di produrre numerosi dipinti e disegni, tra cui figure femminili, nature morte e ritratti. Si dedica anche alle sculture alluvionali - pezzi di legno raccolti direttamente dai greti dei fiumi essiccati e dipinti. Espone con regolarità le sue opere nelle principali gallerie sia milanesi (Battaglini e Montenapoleone), sia internazionali (Chichio Haller a Zurigo, Kunstcentrum a Basilea).
Frequenta la galleria d’arte Il Milione ed è habitué della Libreria Internazionale diretta da Valdo Aldovrandi e della Libreria San Babila. In questi crocevia di arte e cultura milanesi stringe vecchi e nuovi legami con artisti e intellettuali dell’epoca. Conosce Giuseppe Ajmone e diventa amico fraterno di Fulvio Bianconi e dello scultore Luciano Miori. Ritrova gli amici dei tempi di Brera, Fornasetti, Morlotti, Francese, ma anche Ernesto Treccani, Eugenio Montale, Salvatore Quasimodo, Raffaele de Grada e Giovanni Testori.
Negli anni Sessanta Dady dipinge prevalentemente figure femminili, stanze e strumenti musicali su vetro. Fra tempere su cartone e carta, terre su tela, pastelli sono numerosi i soggetti trattati: una serie di Meninas ispirate al famoso quadro di Velazquez, ripreso anche da Picasso, ritratti, nature morte, donne e cabine sulla spiaggia. Qui il mare, fonte di gioia e svago, è rappresentato con colori vivaci. È un decennio intenso, che lo spinge ad esplorare altre modalità espressive. A partire dalla pittura su vetro (tempera acrilica): una tecnica che non abbandonerà più. Dal 1968 lavora su zinco, rame e linoleum, producendo numerose litografie e incisioni da lui personalmente stampate su antichi torchi a mano. In questo periodo frequenta l’incisore Italo Zetti e Fabio Massimo Solari, ma anche Massimo Campigli, Bruno Munari, Giuseppe Migneco e l’editore Vanni Scheiwiller.
Dal 1969 fino al 2003 anno della sua scomparsa, Dady trascorre gran parte del suo tempo a Bonassola. È un ritorno alle origini liguri. Qui incontrerà artisti come Mauro Discovolo, Vittorio Magnani, Giuliano Menegon e Alberto Cavaliere. In questo periodo, oltre a dedicarsi alle marine (terre su tela, acquarelli e disegni a pastello), continua lo studio sulla figura femminile. In primo piano anche litografie e incisioni.
Nei primi anni Settanta, assieme a Giovanni e Giovanna Trocano inaugura lo Studio Blu, scuola d’arte per bambini e adolescenti. È una esperienza didattica breve, ma intensa. A metà anni Settanta abbandona definitivamente la grafica pubblicitaria. Nel 1975 debutta con la sua prima mostra personale in veste di solo pittore presso la Galleria Mainieri (1975). I soggetti delle sue opere sono tutti nudi femminili.
Tra i galleristi che ospiteranno le sue opere si possono annoverare Alberto Giorgi (Galleria Graphica Club d’Arte Contemporanea), Valdo Aldovrandi (Galleria Einaudi), Piero Fornasetti (Galleria dei Bibliofili), Paolo Barozzi (Galleria Barozzi).
Tra la fine degli anni Settanta e i primi anni Ottanta il mare entra prepotentemente nella sua opera, a causa di un grave lutto famigliare dovuto a un incidente marittimo. Da questo tragico evento nasce l’ispirazione ricorrente a nuotatori e marine: Il mare cessa di essere la dimensione dello svago, diventando luogo temibile e foriero di tempeste (emotive). È un decennio quello degli anni Ottanta in cui Dady continua a sperimentare. Nel 1980 Dady dipinge una serie di dodici quadri di grandi dimensioni ispirati a Edward Muybridge [foto quadro e muy]. L’artista realizza inoltre sculture sia di ferro, sia di vetro “Dalles”. Continua ad esporre le sue opere presso i migliori galleristi milanesi (Schubert, Giorgi, Fornasetti) suscitando l’interesse anche di maestri di fama internazionale come Francis Bacon. Tra gli intellettuali che lo circondano in questo periodo si ricordano Max Rabino, Miro Silvera, Jean Blanchard, Philippe Daverio, Lodovico Meneghetti, Giuliana Bossaglia, e molti altri. Da citare nel 1986 la partecipazione alla mostra collettiva allestita a Milano dall’Associazione Amici della Fondazione Floriani: oltre a Dady partecipano all’esposizione artisti come Arnaldo e Giò Pomodoro, Nanda Vigo, Alik Cavaliere e Aligi Sassu.
Testimonianze degli anni Novanta sono in particolar modo le nature morte, terre su tela e terre su carta esposte presso la galleria Blanchaert. Emblema del periodo è la serie “Le stanze del museo” (12 terre su tela di grandi dimensioni 160x160), che svelano le sue più intime preferenze pittoriche. L’opera colpisce il poeta Raffaele Carrieri che scriverà una breve presentazione della mostra, che si svolgerà nell’amata Bonassola. A metà anni Novanta l’impegno dell’artista è rivolto alla realizzazione di alcune nature morte.
Dady Orsi si spegne nel 2003, all’età di 86 anni, dopo una grave, seppur breve, malattia.